# 3478 Fanale
3478 Fanale (1979 XG) là một tiểu hành tinh vành đai chính được phát hiện ngày 14 tháng 12 năm 1979 bởi Bowell, E. ở Flagstaff (AM).